# ميخائيل غرين (كاتب)
ميخائيل غرين (بالإنجليزية: Michael Green) هو كاتب سيناريو جامايكي، ولد في 7 نوفمبر 1970.

## وصلات خارجية
- ميخائيل غرين على موقع الاتحاد الدولي لألعاب القوى (الإنجليزية)
- ميخائيل غرين على موقع أوليمبيديا (الإنجليزية)